# Schloss Großrußbach

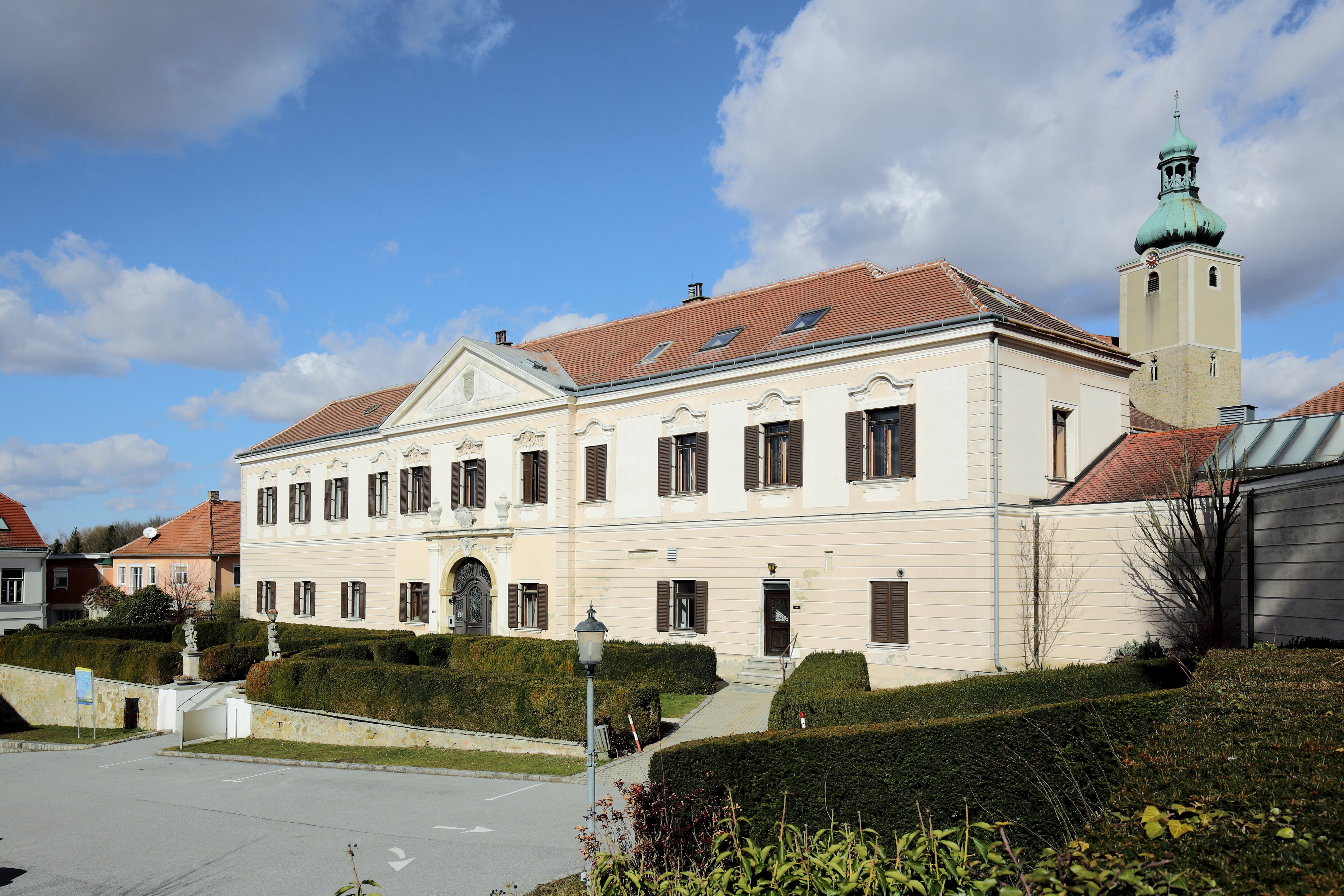
Südwesttrakt des Schlosses Großrußbach

Schloss Großrußbach ist ein barockisiertes Schloss unterhalb der Pfarrkirche Großrußbach in Niederösterreich.

## Geschichte
Die gestaffelte zweigeschoßige Vierflügelanlage entstand durch Ergänzung der im Kern aus dem 15./16. Jahrhundert stammenden und 1739 barockisierten Zweiflügelanlage des ehemaligen Pfarrhofes. Dieser bestand aus dem heutigen südwestlichen und südöstlichen Trakt und wurde 1980/81 um zwei weitere Flügel erweitert, die durch eine barocke Mauer und Portalanlage mit zweigeschoßigem Zweiflügelanbau aus den Jahren 1948 bis 1953 mit dem Altbestand verbunden sind.
Der Gebäudekomplex stand im Eigentum der Erzdiözese Wien und wird als Bildungshaus Schloss Großrußbach für Erwachsenenbildung genutzt.
Am 2. Februar 2022 wurde der Verkauf der Liegenschaft an die Firma Gruschina Transport- und Vermietungs GmbH gemeldet. Ein Weiterverkauf an Investoren wurde im Mai 2024 medial vermutet.

## Baubeschreibung

### Außen

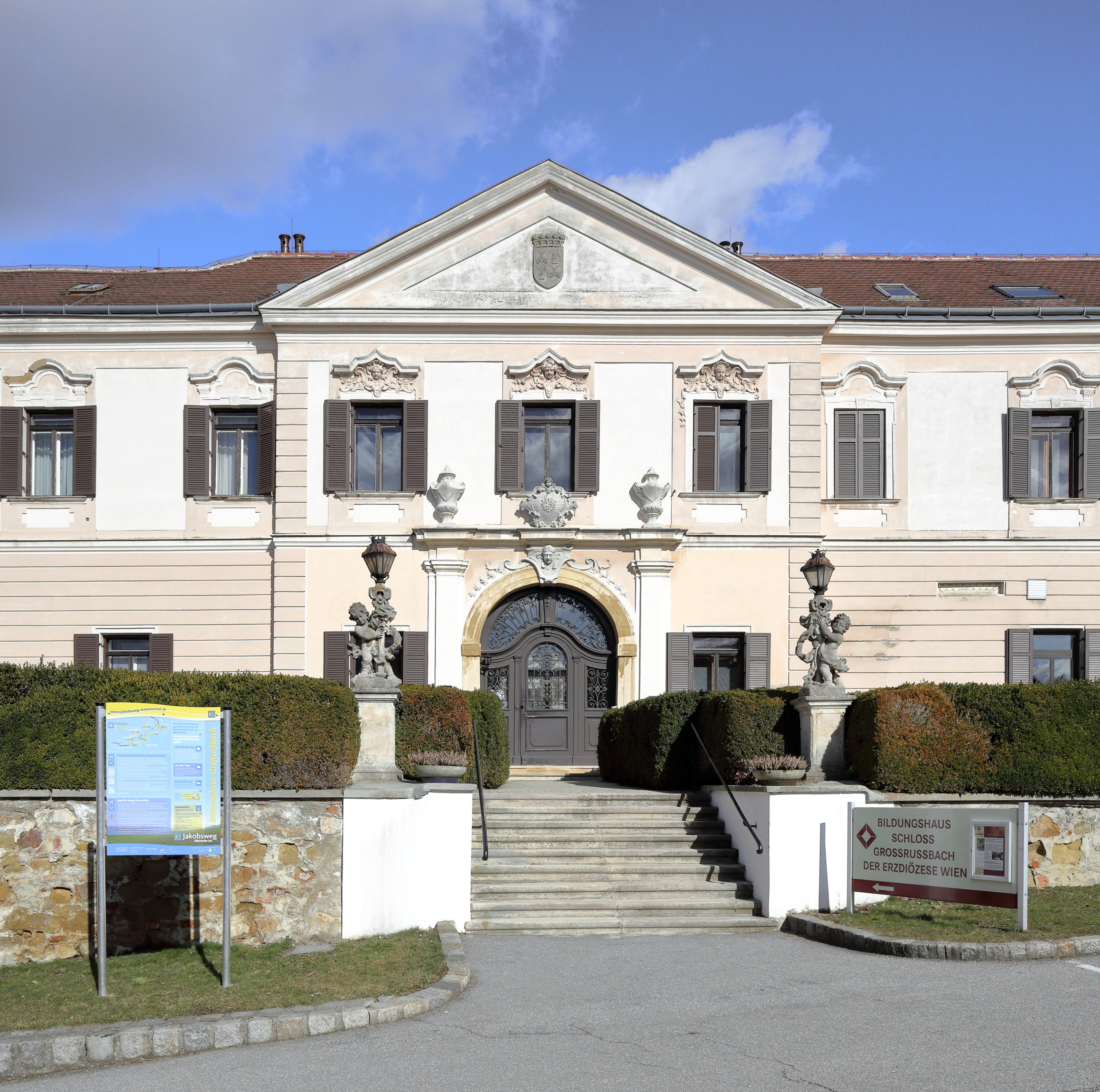
Portal des Schlosses

Die elfachsige Spätbarockfassade des Südwesttraktes mit Mittelrisalit und Dreiecksgiebel mit Wappenschild stammt laut Bauinschrift aus dem Jahre 1739. Die Mäandergliederungen des vorbarocken Baukerns aus der zweiten Hälfte des 16. Jahrhunderts wurden 1980 freigelegt. Ein stuckiertes Rundbogenportal mit Pilaster- und Gesimsrahmung mit Vasen- und Kartuschenaufsätzen erschließt das gebänderte Erdgeschoß. Das Obergeschoß setzt über einem umlaufenden Gurtgesims an und ist durch Putzfelder und Fensterrahmungen mit Sohlbänken und volutengestützten, geschwungenen Verdachungen, am Risalit mit Stuckfüllungen, gegliedert. Über einem umlaufenden Traufgesims bildet ein Walmdach den Abschluss.
Der Südosttrakt hat zwei spätgotische abgefaste Schlitzfenster und eine erneuerte Putzgliederung.
Die beiden 1980/81 ergänzten Trakte im Nordosten und Nordwesten sind durch barockisierende Putzgliederung und Fensterrahmungen an den Altbestand angeglichen.
Die durch Doppelpilaster und Vasenaufsätze gegliederte Portalanlage des Vorhofes hat einen spätbarocken, dreiachsigen Aufbau mit Rundbogenöffnungen und wurde um 1740 und wohl auch um 1900 verändert. Zwei Laternenengel stammen aus dem Jahr der ersten Veränderung.

### Innen
Im Südwesttrakt ist die ehemalige Durchfahrt mit Stichkappentonnengewölbe, die im Putz gegliedert ist. Gleichfalls mit Stichkappentonnen mit üppigem Stuckdekor aus der Zeit um 1660/70 ist der zweijochige Kapellenraum überwölbt. Die Kapelle hat einen rundbogig abgeschnürten Altarraum mit Platzlgewölbe aus der Zeit des Umbaus 1739. Die Räume im Erdgeschoß dieses Traktes werden durch Kreuzgratgewölbe abgeschlossen.
Die Obergeschoßräume des Südosttraktes haben Stuckdecken aus der Zeit um 1740.